# Nasreddin Khoja

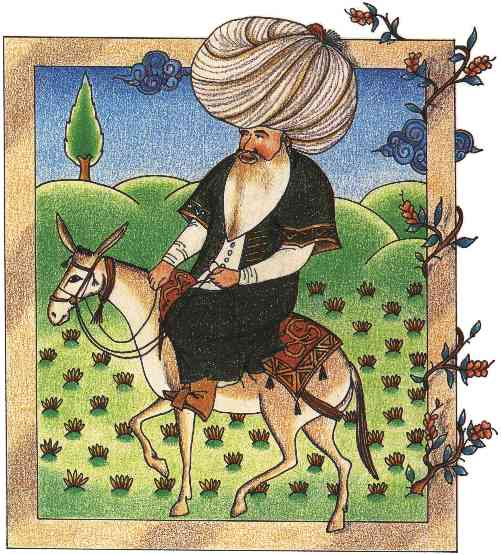
Un ritratto di Nasreddin

Nasreddin Khoja (in persiano ملا نصرالدین, Mullā Nasreddin; in azero Molla Nəsrəddin; in turco Nasrettin Hoca; in curdo Mella Nasredîn; in arabo جحا, Juḥā, oppure نصرالدين, Naṣr al-dīn; in albanese Nastradin Hoxha; in bosniaco Nasruddin Hodža; in uzbeko Nasriddin Afandi, Effendi; in kazaco Қожанасыр, Khožanasyr; in uiguro Näsirdin Äfänti) è una figura favolistica (ma anche presente nella letteratura del sufismo), che la cultura turca vorrebbe vissuta intorno al XIII secolo ad Akşehir e successivamente a Konya, al tempo della dinastia Selgiuchide, ma che, sotto il nome di Guha, ossia Giufà, è presente anche nella favolistica araba-siciliana.
Sarebbe stato un filosofo populista, spesso citato in storielle divertenti e aneddoti.
Molti Paesi e popolazioni del Vicino Oriente, del Medio Oriente e dell'Asia Centrale (come ad esempio l'Afghanistan, l'Iran, la Turchia e l'Uzbekistan) rivendicano la sua "paternità". Il suo nome è declinato in maniera differente a seconda della nazionalità ed è spesso preceduto o seguito da titoli onorifici come "Khoja", "mullā" o "Effendi".